# Lomas de Río Medio Cuatro
Lomas de Río Medio Cuatro är en ort i Mexiko.   Den ligger i kommunen Veracruz och delstaten Veracruz, i den sydöstra delen av landet, 300 km öster om huvudstaden Mexico City. Lomas de Río Medio Cuatro ligger 25 meter över havet och antalet invånare är 2 882.
Terrängen runt Lomas de Río Medio Cuatro är platt, och sluttar österut. Runt Lomas de Río Medio Cuatro är det mycket tätbefolkat, med 1 221 invånare per kvadratkilometer. Närmaste större samhälle är Veracruz, 7,2 km öster om Lomas de Río Medio Cuatro. Runt Lomas de Río Medio Cuatro är det i huvudsak tätbebyggt.